# Dana White
Dana Frederick White, Jr., més conegut com a Dana White   (Central Manchester, 29 de juliol de 1969), és un empresari estatunidenc, president de l'empresa d'arts marcials mixtes UFC. Des de gener de 2025 també és membre del consell d'administració de Meta.

## Biografia
White va néixer a Manchester, Connecticut, i va créixer a Las Vegas (Nevada), Ware (Massachusetts) i a Levant (Maine). Es va graduar a l'Escola Superior de Hermon a Hermon el 1987. Va estudiar a la Universitat de Massachusetts, però no va finalitzar; però, si bé li va fer llançar un programa de boxa per als joves del centre de la ciutat.
El 1992, White va establir Dana White Entrerprises a Las Vegas. Va dirigir les classes d'aeròbic de tres gimnasos a l'àrea de Las Vegas, i va començar a dirigir als combatents de MMA Tito Ortiz i Chuck Liddell.

## Negocis

### Ultimate Fighting Championship (2001-present)
Mentre treballava com a gerent, White va saber que Semaphore Entertainment Group, la companyia matriu de la UFC, estava buscant un comprador per a la UFC. White va contactar amb el seu amic de la infància Lorenzo Fertitta, un executiu de Station Casinos i ex-comissionat de la Comissió Atlètica de Nevada. Un mes més tard, Lorenzo i el seu germà gran, Frank, van comprar la UFC amb White que acabà com a president de l'empresa. White posseïa al voltant d'un 9% de Zuffa, LLC, l'entitat dels germans Fertitta creada per posseir i administrar la UFC.
El juliol del 2016 es va anunciar que WME-IMG havia comprat la UFC per 4.000 milions de dolars, mantenint a White com a president.

## Vida personal
White i la seva esposa tenen dos fills i una filla. Ell i la seva germana van ser criats per la seva mare, qui va crear la seva biografia: Dana White, el rei de MMA. Es considera ateu, però ha afirmat que està "fascinat" per la religió. També és un gran apassionat dels Boston Red Sox després d'haver crescut a Maine.
El maig de 2012, va revelar que havia estat diagnosticat amb la malaltia de Ménière. El UFC on Fuel TV: Korean Zombie vs Poirier seria el primer esdeveniment que es perdria en 11 anys quedant-se a casa per ordre dels metges.

## Premis
- Esportista d'l'Any a Nevada (2009)[11]
- Premis de Wrestling Observer Newsletter
  - Promotor de l'Any (2005-2013; 2015-2016)[12][13][14]
- World MMA Awards
  - Home Principal de l'Any (2010-2015)
- Armed Forces Foundation
  - Premi Patriota[15]